# سیارک ۲۲۳۴
سیارک ۲۲۳۴ (به انگلیسی: 2234 Schmadel، نامگذاری:1977HD) دو هزار و دویست و سی و چهارمین سیارک کشف شده‌است که در ۲۷ آوریل ۱۹۷۷ کشف شد.
قدر مطلق سیارک برابر ۱۲٫۵۰ است.